# Ferdinand Spindel
Ferdinand Spindel (geboren 31. Januar 1913 in Essen; gestorben 17. August 1980 in Neuenkirchen bei Soltau) war ein deutscher Künstler, der unter anderem als Maler, Bildhauer und Objektkünstler tätig war.

## Leben und Werk

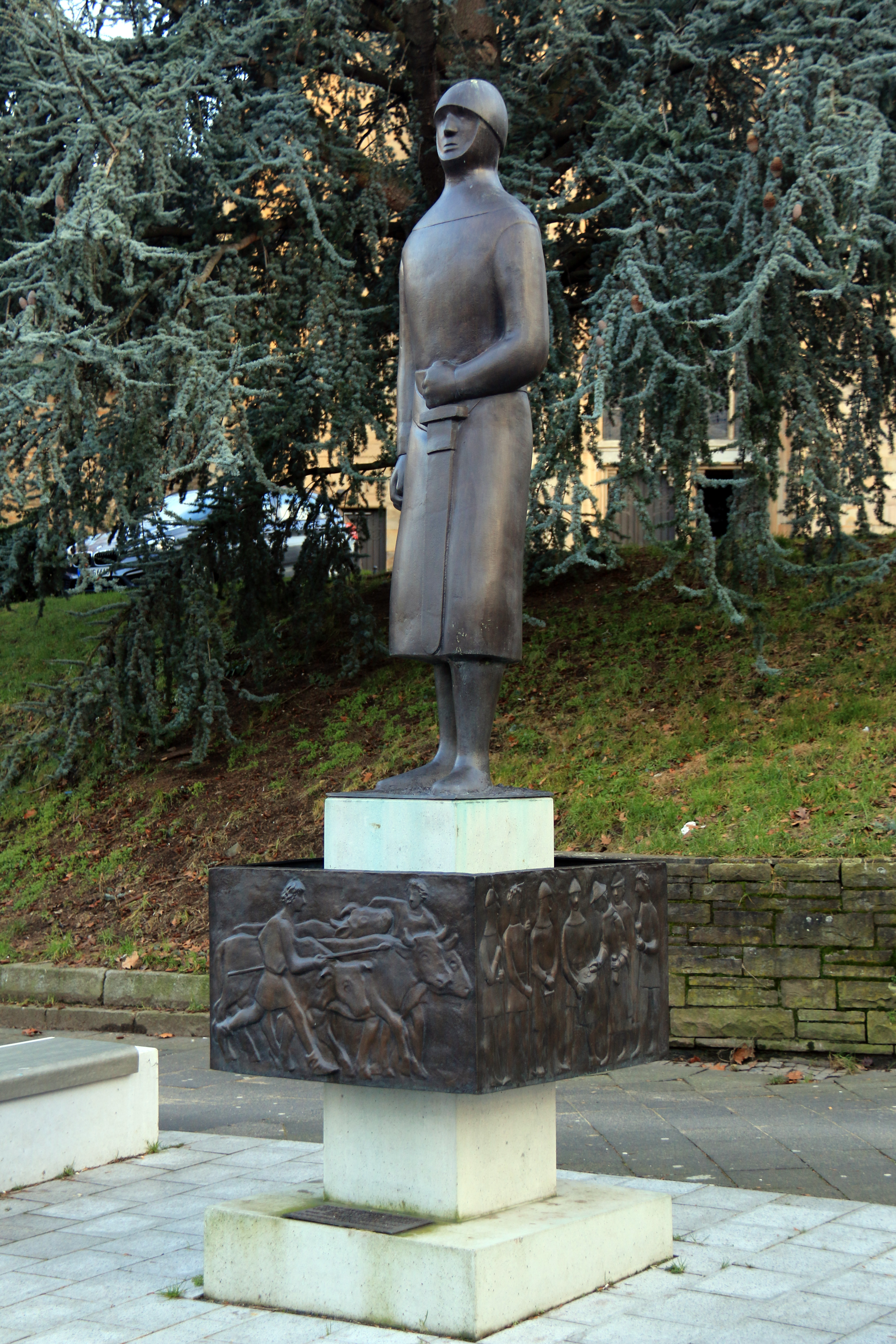
Graf Engelbert III. in Bochum (1964)

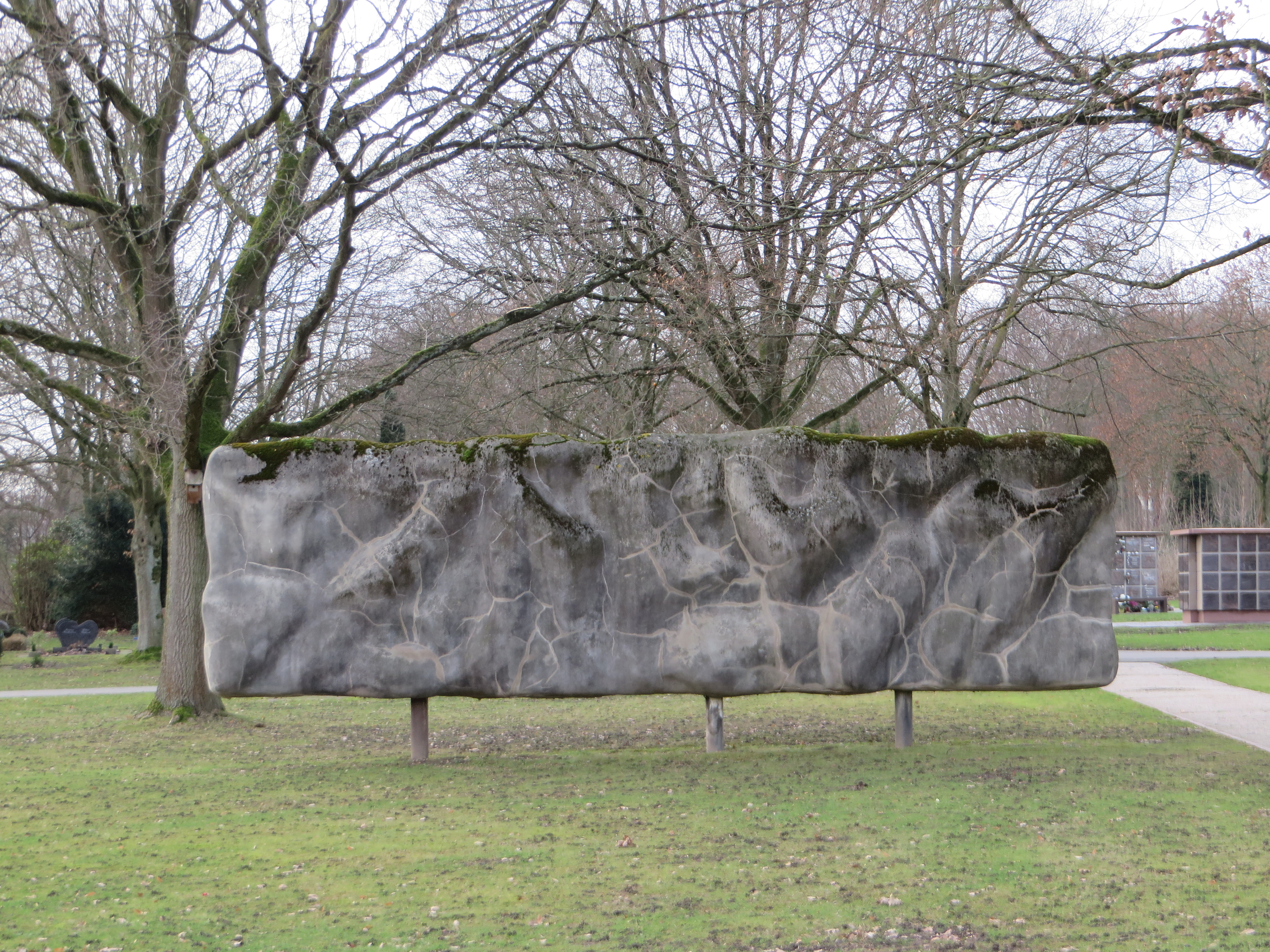
Skulptur Ohne Titel oder Kommen, werden und vergehen auf dem Hauptfriedhof in Witten (1960)

Spindel machte zunächst ab 1932 eine Ausbildung zum Gebrauchsgraphiker bei Max Burchartz an der Essener Folkwang-Schule. In der Zeit 1935–1944 arbeitete er als Buchillustrator für verschiedene Berliner Verlage. Er illustrierte mindestens 18 Jugendbücher. Ab 1940 arbeitete er für den Verlag Junge Generation, Berlin-Lichterfelde, und illustrierte 13 Jugendbücher, meist NS-Konjunkturliteratur. Das Bekannteste dieser Bücher ist Erntelager Geyer von dem später als Kinderbuchautor bekanntgewordenem Otfried Preußler. 
1945 zog er nach Wilhelmshaven, 1947 begann er als freischaffender Künstler zu arbeiten. 1950 zog er nach Essen und war seit 1963 Mitglied der Künstlersiedlung Halfmannshof in Gelsenkirchen, deren Vorsitzender er von 1970 bis 1973 wurde. In den 1960ern stand er mit den Künstlern der Gruppe ZERO in engem Kontakt und entdeckte Schaumstoff als Arbeitsmaterial. 1969 war er Gründungsmitglied der Künstlergruppe B1. 1973 zog er nach Neuenkirchen in der Lüneburger Heide. Er reiste unter anderem nach Paris, Prag, New York und Moskau und stellte an zahlreichen namhaften Ausstellungsorten aus, unter anderem in der Kunsthalle Bremen.
Spindel war Mitglied im Deutschen Künstlerbund.

## Auszeichnungen
- 1964: Kunstpreis der Stadt Gelsenkirchen
- 1971: Kunstpreis der Stadt Gelsenkirchen
- 1972: Konrad-von-Soest-Preis des Landschaftsverbandes Westfalen-Lippe